# Browser Helper Object
Un Browser Helper Object (BHO) (en español: objeto ayudante del navegador) es una DLL diseñada como complemento (plugin) del navegador web Internet Explorer para añadir nuevas funcionalidades al navegador. Los BHOs fueron introducidos por primera vez en la versión 4 de Internet Explorer. Los BHOs se cargan a la vez que se inicia el navegador web.
Algunos BHOs permiten mostrar en el navegador formatos no soportados por este de forma nativa. Por ejemplo el complemento Adobe Acrobat permite leer archivos PDF en la ventana del navegador web.
Otros BHOs añaden barras de herramientas a Internet Explorer, por ejemplo la Barra de Google añade un cuadro para realizar búsquedas en el buscador Google, o la Barra de Alexa muestra una lista de sitios relacionados con el que estas visitando en ese momento.
- Datos: Q991335